# Hollendertiden
Met Hollendertiden ("het Nederlandse tijdvak") wordt een periode in de geschiedenis van Noorwegen bedoeld, waarin er veel sociaal-economische en culturele contacten tussen dit land en de Nederland bestonden. Deze periode loopt van de zestiende tot de negentiende eeuw, met name van ongeveer 1625 tot 1750. Noorwegen exporteerde in deze periode vooral hout en gedroogde vis. Daarnaast werkten veel Noren op de Nederlandse vloot. Een deel van hen keerde later terug, anderen bleven in Amsterdam of andere steden wonen. Vanuit Nederland kwamen veel consumptiegoederen en nieuwe gewoonten naar Noorwegen. Dienstmeisjes gingen soms enkele jaren naar Nederland, om daarna een betere betrekking in eigen land te kunnen krijgen. Ook de technologie voor de houtzagerijen kwam uit de Zaanstreek.